# Raneya brasiliensis
Raneya brasiliensis är en fiskart som först beskrevs av Kaup, 1856.  Raneya brasiliensis ingår i släktet Raneya och familjen Ophidiidae. Inga underarter finns listade i Catalogue of Life.